# Фема

Фемы Византийской империи в 1025 году.

Фе́ма (греч. θέμα) — военно-административный округ Византийской империи. Фемы были созданы в середине VII столетия с целью защиты восточных рубежей империи от арабов и позднее от турок-сельджуков.
Фемами была заменена провинциальная система диоцезов, установленная императорами Диоклетианом и Константином I. Первые фемы были созданы на основе лагерных стоянок армии Восточной Римской империи, их названия соответствовали воинским частям, бывших их прародителями. Цель реорганизации состояла в снижении расходов на содержание армии. Фемы не платили налогов центральной власти, все налоговые сборы оставались в распоряжении местных властей; со своей стороны, центр не выделял денег на содержание воинских сил, фем, при этом все дееспособные мужчины фемы были обязаны нести воинскую службу.
Система фем достигла своего апогея в IX—X веках, когда к созданию новых территориальных подразделений побудило разделение старых и завоевание новых земель. Изначальная система фем подверглась существенным изменениям в XI и XII веках, но термин оставался в использовании до самого конца существования империи.
Не все фемы имели одинаковое значение. Азиатские фемы, до конца XI века являвшиеся оплотом империи, занимали первое место в административной иерархии, а европейские фемы, кроме столичной Фракийской и Македонской, считались низшими по рангу, причём часто указывается на существовавший антагонизм между востоком и западом империи, фемами малоазийскими, проникнутыми греческим духом, и фемами балканскими, заполонёнными славянскими племенами.

## Предыстория
В конце VI — начале VII веков Византийскую империю атаковали со всех сторон. Сасанидская империя направила удар на Сирию, Египет и Анатолию. Альянс славян и авар опустошал Грецию и заселял Балканы. Лангобарды оккупировали северную Италию. Для сохранения завоеванных императором Юстинианом I на Западе территорий, император Маврикий объединил гражданскую и военную власть в лице экзарха, создав Равенский и Карфагенский экзархаты, в которых командующие войсками обладали также всей полнотой гражданской власти.
Юстиниан I в ходе административных реформ дал военную власть губернаторам отдельных областей в Малой Азии, страдавших от бандитов. Но в большей части империи функционировала старая система. Лишь к 40-м годам VII века, когда началось наступление арабского халифата с захватом Сирии и Египта, имперские провинции в Малой Азии были разделены на четыре больших фемы, подчинённых стратегам.

## Развитие фемной системы
Происхождение термина «фема» неизвестно. Существует предположение о его родстве с хазарским словом тумен (тьма), «10 000 человек», но большая часть учёных согласна с императором Византии Константином VII, считавшим родоначальником термина греческое слово thesis («поселение»). Также неизвестна дата их появления. Для большинства учёных XX-го века основание фем связано с императором Ираклием I (правил в 610—641 годах), в течение последних ирано-византийских войн. Главным сторонником этой теории был Георгий Острогорский, ссылавшийся на хронику Феофана Исповедника, упоминавшую о прибытии Ираклия «в земли фем» в 622 году. В соответствии с Острогорским это «показывает, что процесс создания войск (фем) в определённых областях Малой Азии в это время уже начался». Против этого мнения возразили другие историки, и более свежая концепция датирует их создание в период с 640 по 660 годы во время правления Константа II (правил в 641—668 годах). Первоначально термин «фема» относился непосредственно к армии, и только в конце VII — начале VIII стал относиться к районам, где находились армии, расположенные лагерем.
Также не ясна роль социального и военного преобразования. Традиционалисты во главе с Острогорским считали появление фем началом создания нового типа армии. В ней основной упор делался не на иностранных наёмников, а на солдат, живших на арендованных у государства землях. Современные учёные установили, что образование фем не стало радикальным переходом, а скорее логическим развитием существовавших ранее тенденций VI столетия, и прямое социальное воздействие было минимально.

### Создание первых фем: VII—VIII века

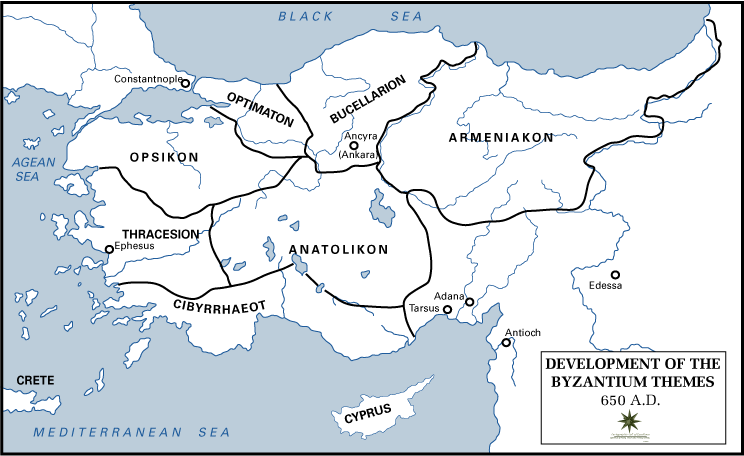
Фемы к 770 году

Создание фем проходило в несколько этапов. На первом этапе мобильная римская армия была посажена на землю и перешла к организации по военно-административным округам. Каждая из созданных фем охватывала несколько ранее существовавших областей и за небольшим исключением сохраняла старые провинциальные границы.
Сначала были созданы четыре фемы:
- Фема Армениак (греч. Θέμα Ἀρμενιάκων) была создана преобразованием армии Армении в 667 году, а её командующий (лат. magister militum per Armeniam) стал стратигом (греч. Στρατηγὸς) с численностью фемного войска в 9 тыс. человек. Данная фема занимала старые области Понта, Малой Армении и северной Каппадокии, её столицей был город Амасья[14][15].
- В 669 году последовала реорганизация армии Востока в фему Анатолик (греч. Θέμα Ἀνατολικῶν), а её командующий (лат. magister militum per Orientem) стал стратигом (греч. Στρατηγὸς) новой фемы с численностью фемного войска в 15 тыс. человек. В её состав вошёл юг центральной Малой Азии, столицей фемы был город Амориум.
- В 740 году была создана фема Фракисии (греч. Θέμα Θρακησίων), её командующий (лат. magister militum per Thraciem) управлял войском в 6 тыс. человек. Её прародителем стала армия Фракейского диоцеза, сама фема охватывала территорию западного берега Малой Азии (Иония, Лидия и Кария), её столицей стал город Хоны[16].
- Презентальная армия, охранявшая Константинополь, в 640 году была преобразована в фему Опсикион (греч. Θέμα Ὀψικίου), а её командующий (лат. magister militum praesentalis) стал комитом (греч. κόμης) новой фемы (комит богохранимого Опсикия) с численностью фемного войска в 6 тыс. человек. Территория фемы покрывала северо-запад Малой Азии (Вифиния, Пафлагония и часть Галатии) со столицей в городе Никея[17].

Особое подразделение, оборонявшее провинцию Скифия (лат. Quaestura exercitus), было переведено на острова Эгейского моря и побережье Греции и преобразовано в морскую фему Карабисианы (греч. Θέμα ναυτικόν Καραβησιάνων). Эта фема занималась снабжением большей части византийского флота, сражавшегося с арабами за власть над Средиземноморьем. В 732 году из-за слабых успехов она была включена в состав фемы Кивирреоты (греч. Θέμα ναυτικόν Κιβυρραιωτῶν), базировавшейся на южном побережье Малой Азии и Эгейских островах.
В 680 году в ответ на булгарскую угрозу европейская часть фемы Опсикий (греч. Θέμα Ὀψικίου) была выделена в новую фему Фракия (греч. Θέμα Θράκης). Подразделение, оборонявшее Сицилию, было преобразовано в фему Сикелия (греч. Θέμα Σικελίας). В то же самое время Крит и земли Херсона в Крыму функционировали в качестве архонтиариев.
Таким образом, к концу VII века фемы стали отличительной особенностью византийской административной политики. Их большой размер и сила давали возможность их генералам начинать восстания, что было продемонстрировано в период с 695 по 715 года и повторилось во время мятежа Артавазда. Подавление восстаний показало первые изменения в анатолийских фемах: Опсикион был разделён на две части — Букелларии (греч. Θέμα Βουκελλαρίων) и Оптиматы (греч. Θέμα Ὀπτιμάτων), в то время как роль имперской гвардии заняла имперская тагма.

### Наивысшее развитие фемной системы: IX—X века

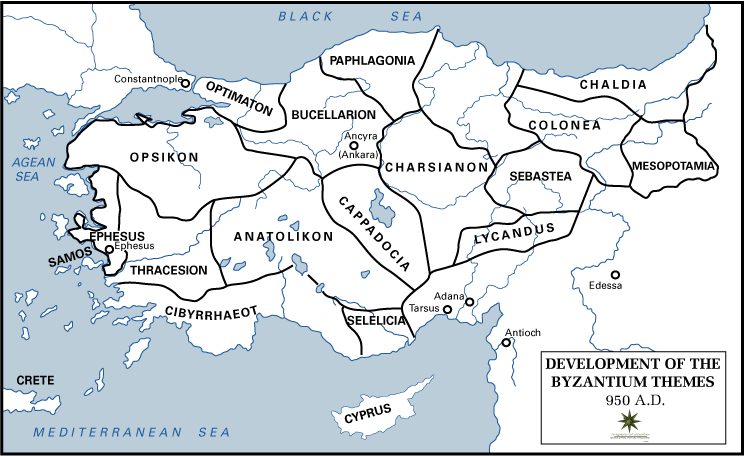
Фемы в 950 году

Дальнейшая административная политика империи состояла в постепенном дроблении прежних фем и в возведении в статус фем округов, носивших до этого другое название, например клисур.
В то же время потребность защитить Малую Азию от арабских набегов привела к созданию в конце VIII — начале IX столетия серии небольших пограничных районов — клисур (греч. κλεισούρα), во главе которых стояли начальники-правители (клисурархи), занимавшие менее высокое положение, чем стратиги. Некоторые клисуры, как, например, малоазиатская Селевкия, Севастия, со временем превращались в фемы.
С началом византийского наступления на восточном и балканском направлениях в X веке приобретённые территории были включены в состав фем, хотя были меньше первых фем, созданных в VII—VIII столетиях.
Константин Багрянородный в своём сочинении «О фемах» (X век) приводит список двадцати девяти фем: семнадцать азиатских, считая четыре морских фемы, и двенадцать европейских, включая сюда ещё Сицилию, часть которой образовывала фему Калабрию, после завоевания арабами в X веке собственно Сицилии. В эти же двенадцать европейских фем входит у Константина Багрянородного фема Херсона в Крыму, образованная, по всей вероятности, в IX веке и часто носившая название «климатов», или «готских климатов». Список, опубликованный В. Н. Бенешевичем и относимый к царствованию Романа Лакапина до 921—927 года, упоминает тридцать фем.

### Изменения и прекращение существования: XI—XII века

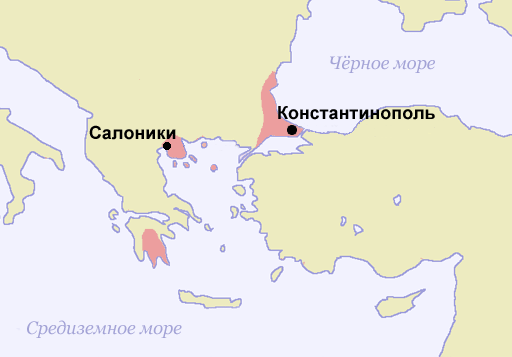
Византийская империя в 1403 году

Термин фема был неоднозначен, обозначая форму военного землевладения и административный округ. Фема представляла собой земельные участки, предоставленные для ведения сельского хозяйства солдатами. Они находились под командой стратега, они арендовали землю у государства. Арендная плата для воинов была снижена, но их потомки должны были также служить в армии и феме. Однако стратеги командовали не только своими солдатами, они также обладали гражданской и военной властью в собственной области.
Прежнее областное или фемное устройство империи, будучи нарушено латинским владычеством, не могло правильно функционировать при Палеологах. Для областного управления прежнего типа империя не имела достаточно территории. Из-за этого титул стратига, присваиваемый главному должностному лицу фемы, к концу XI века вышел из употребления и был заменён «дуксом» — титулом, который носили в IX веке и ранее наместники некоторых небольших провинций.
Оставшиеся в XIV веке под контролем Византии провинции становились своего рода деспотатом, чей властитель был независим от центральной власти. Во главе этих земель стоял один из членов императорской семьи. Так, в конце XIV века Фессалоника получила в качестве деспота одного из сыновей Иоанна V. Морейский деспотат также управлялся сыновьями или братьями императора.

## Список фем между 660 и 960 годами
В данном списке представлены фемы, появившиеся в период с 660 года по 960.
| Фема                                                                          | Дата основания                        | Произошла от фемы                                                                      | Прародитель фемы                                                  | Адм. центр                    | Территория                                                                            | Города                                             |
| ----------------------------------------------------------------------------- | ------------------------------------- | -------------------------------------------------------------------------------------- | ----------------------------------------------------------------- | ----------------------------- | ------------------------------------------------------------------------------------- | -------------------------------------------------- |
| Анатолик (греч. Θέμα Ἀνατολικῶν)                                              | с 669/670                             |                                                                                        | Каппадокия§ (830)                                                 | Амориум                       | Фригия, Писидия, Исаврия                                                              | Иконий                                             |
| Армениак (греч. Θέμα Ἀρμενιάκων)                                              | с 667/668                             |                                                                                        | Халдия (с 824), Харсиан§ (863), Колония (863), Пафлагония (с 826) | Амасья                        | Понт, Малая Армения, северная Каппадокия                                              | Синоп, Амисус, Трапезунд, Неокесария, Феодосиополь |
| Букелларии (греч. Θέμα Βουκελλαρίων)                                          | с 767/768                             | Опсикий                                                                                | Пафлагония (частично), Каппадокия (частично), Харсиан (частично)  | Анкира                        | Галатия, Пафлагония                                                                   |                                                    |
| Далматия (греч. Θέμα Δαλματίας)                                               | с 899                                 |                                                                                        |                                                                   |                               |                                                                                       |                                                    |
| Диррахий (греч. Θέμα Δυρράχιον)                                               | с 856                                 |                                                                                        |                                                                   | Диррахий                      | побережье Албании                                                                     | Авлон, Аполлония                                   |
| Каппадокия§ (греч. Θέμα Καππαδοκες)                                           | с 830                                 | Армениак, часть Вукелларии                                                             |                                                                   | Крепость Корон                | Юго-запад Каппадокии                                                                  |                                                    |
| Кефалления (греч. Θέμα Κεφαλληνίας)                                           | с 809                                 | появилась из архонтии Эллада                                                           | Лангобардия, Никополь (с 899)                                     |                               | Ионийские острова, Апулия                                                             |                                                    |
| Кивирреоты†                                                                   | с 697/698 или с 720                   | Создано из флота фемы Карабисиан                                                       | Эгейское море, Самос                                              | Самос, позже Этолия           | Памфилия, Ликия, Додеканес, Эгейские острова, Ионийское побережье                     |                                                    |
| Кипр (греч. Θέμα Κύπρος)                                                      | 965                                   | Арабо-византийский Кондоминиум с 688 года до возвращения к Византии в 965 году         |                                                                   | Никосия                       | Кипр                                                                                  | Ларнака, Лимасол, Пафос, Кирения                   |
| Крит (греч. Θέμα Κρήτης)                                                      | ca. 760, снова в 961                  | Арабский эмират с 828 по 961 года                                                      |                                                                   | Хандак                        | Крит                                                                                  | Ретимнон, Гортина                                  |
| Колонея (греч. Θέμα Κολωνείας)                                                | с 863                                 | Армения                                                                                |                                                                   |                               | Север Малой Армении                                                                   | Колония, Сатала, Никополь                          |
| Лангобардия (греч. Θέμα Λογγιβαρδίας)                                         | с 892                                 | Кефалления                                                                             |                                                                   | Бари                          | Апулия                                                                                | Бриндизи, Таранто                                  |
| Леонтокомис§(греч. Θέμα Λεοντοκώμης)                                          | ca. 940                               |                                                                                        |                                                                   | Тефрика                       |                                                                                       |                                                    |
| Ликанды (греч. Θέμα Λυκανδού)                                                 | с 916                                 |                                                                                        |                                                                   | Ликанды                       | Юго-запад Каппадокии                                                                  |                                                    |
| Македония (греч. Θέμα Μακεδονίας)                                             | с 802                                 | Фракия                                                                                 |                                                                   | Адрианополь                   | Западная Фракия                                                                       | Дидимотика, Мосинополь                             |
| Месопотамия (греч. Θέμα Μεσοποταμίας)                                         | с 911, возможно в период с 899 по 901 |                                                                                        |                                                                   |                               |                                                                                       |                                                    |
| Никополь (греч. Θέμα Νικοπόλεως)                                              | с 899                                 |                                                                                        |                                                                   | Навпакт                       | Эпир, Этолия, Акарнания                                                               |                                                    |
| Опсикий (греч. Θέμα Ὀψικίου)                                                  | с 680                                 |                                                                                        | Вукелларии (с 768), Оптиматы (с 775)                              |                               |                                                                                       |                                                    |
| Оптиматы (греч. Θέμα Ὀπτιμάτων)                                               | с 775                                 | Опсикий                                                                                |                                                                   | Никомедия                     | Вифиния                                                                               |                                                    |
| Пафлагония (греч. Θέμα Παφλαγονίας)                                           | с 826, возможно с 820                 | Армениак, Вукелларии (частично)                                                        |                                                                   |                               |                                                                                       | Амастрис, Гангра, Тиум                             |
| Пелопоннес (греч. Θέμα Πελοπόννησος)                                          | с 811                                 | Частично Эллада, частично новые земли                                                  | Никополь (с 899)                                                  | Коринф                        | Пелопоннес                                                                            |                                                    |
| Самос†                                                                        | Кивирреоты                            |                                                                                        | Смирна                                                            |                               | Самос, побережье Ионии                                                                |                                                    |
| Себастея                                                                      | с 911                                 |                                                                                        |                                                                   |                               |                                                                                       |                                                    |
| Селевкия§ (греч. θέμα Σελευκείας)                                             | с 934                                 | Кивирреоты                                                                             |                                                                   | Селевкия-на-Каликадне         |                                                                                       |                                                    |
| Сикелия (греч. Θέμα Σικελίας)                                                 | с 700                                 |                                                                                        |                                                                   | Сиракузы                      | Сицилия и Калабрия                                                                    |                                                    |
| Стримон§ (греч. Θέμα Στρυμόνος)                                               | с 899                                 | Македония, была в качестве клисуры от 709 года                                         |                                                                   | Адрианополь                   | современная Греция, Восточная Македония и Фракия                                      | Кавала                                             |
| Фессалоники (греч. Θέμα Θεσσαλονίκης)                                         | с 824                                 |                                                                                        |                                                                   | Фессалоники                   | современная Греция, Центральная Македония                                             | Верия, Эдесса, Дион                                |
| Фракиссия (греч. Θέμα Θρακησίων)                                              | с 687                                 |                                                                                        |                                                                   | Хоны                          |                                                                                       |                                                    |
| Фракия (греч. Θέμα Θράκης)                                                    | с 680                                 | Опсикий                                                                                |                                                                   | Аркадиополь                   | Восточная Фракия, кроме Константинополя                                               | Силиври, Визиэ                                     |
| Халдия (греч. Θέμα Χαλδίας)                                                   | 824 или 840                           | Армения (сначала в качестве турмы)                                                     |                                                                   | Трапезунд                     | побережье Понта                                                                       |                                                    |
| Харсиан§ (греч. Θέμα Xαρσιάνων)                                               | с 863–873                             | Армения (сначала в качестве турмы), часть Букеллария                                   |                                                                   | Цезарея                       | Северо-запад Каппадокии                                                               |                                                    |
| Херсон/Климата (греч. Θέμα Χερσώνος)                                          | с 833                                 | управлялась хазарами в 7-8 веках, вернулась под власть Византии при императоре Феофиле |                                                                   | Херсонес                      | Южный Крым                                                                            |                                                    |
| Эгейские Острова† (греч. Θέμα ναυτικόν Αἰγαίου Πελάγους)                      | 842-843                               | Кивирреоты                                                                             | Самос (899)                                                       | возможно Митилини или Митимна | Киклады, Лесбос, Лемнос, Хиос, Имброс, Тенедос, Дарданеллы                            |                                                    |
| Эллада (греч. Θέμα ναυτικόν Καραβησιάνων)                                     | ca. 690                               | Карабисианон                                                                           | Кефалления (с 809), Пелопоннес (с 811)                            | Коринф, Фивы (после 809)      | Сначала восточный Пелопоннес и Аттика, после 809 года — Центральная Греция и Фессалия | После 809: Афины, Ларисса, Фарсала, Ламия          |
| Примечания: † Морская фема (θέμα ναυτικόν) § Была создана в качестве клисуры. |                                       |                                                                                        |                                                                   |                               |                                                                                       |                                                    |